# Alexander Andrejewitsch Bodisko

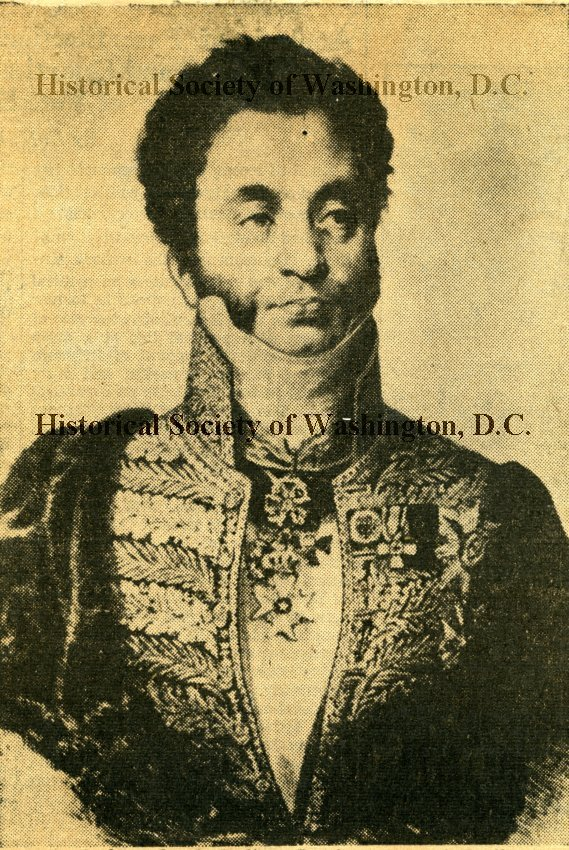
Alexander Andrejewitsch Bodisko (1840)

Alexander Andrejewitsch Bodisko  (russisch Александр Андреевич Бодиско; * 18. Oktober 1786 in Sankt Petersburg; † 11. Januar 1854 in Georgetown, Washington, D.C.) war ein russischer Diplomat und Botschafter in den Vereinigten Staaten.

## Leben
Er war Angehöriger derer von Bodisco. Seine Eltern waren Anna-Iwanowna Gorgona de Saint Paul (1770–1837) und Andrei Andrejewitsch Bodisko (1753–1819). Seine Geschwister waren Wladimir, Konstantin (Major beim Zoll), Jakob (Generalmajor in Bomarsund, 1794–1876), Charlotte (* 1795), Boris (1801–1828), Michael Andrejewitsch (Dekabrist 1803–1867), Anne und Elisabeth (* 1800). In erster Ehe heiratete Bodisko Margarita Shotl. Nachdem diese gestorben war, heiratete er 1840 Harriet Beall Brooks Williams (* 1824).
Alexander Bodisko trat im April 1799 in den auswärtigen Dienst des Zaren Paul I. ein. Er besuchte als Kadett die Hochschule für auswärtige Angelegenheiten. Von 1812 bis 1836 war er als Gesandtschaftsrat an den russischen Botschaften in Schweden und Norwegen akkreditiert. Bodisko wurde Kammerherr und von 1837 bis zu seinem Tod war er Botschafter Nikolaus I. in den USA. Er wurde im April 1839 als Botschaftssekretär akkreditiert und nach dem Tod des Gesandten zum Geschäftsträger ernannt. In den USA vermittelte er die Hilfe des Zaren gegen die Versuche einer britischen Expansion im Norden.